# Aeroportul Primer Teniente Jorge Eduardo Casco
Aeroportul Primer Teniente Jorge Eduardo Casco (IATA: PRQ, ICAO: SARS) este un aeroport din Provincia Chaco, Argentina ce deservește zona Presidencia Roque Sáenz Peña⁠(d). A fost numit după zona deservită.
Situat la o altitudine de 93 m, aeroportul dispune de o singură pistă.